# Octobre 1903

## Événements
- 2 octobre : rencontre entre François-Joseph d'Autriche et Nicolas II de Russie à Mürzsteg. Accord sur la Macédoine.

- 3 octobre : élection générale britanno-colombienne de 1903. Les conservateurs de Richard McBride remportent cette élection.

- 10 octobre (Royaume-Uni) : fondation de l’Union politique et sociale des femmes (suffragettes) par Emmeline Pankhurst.

- 20 octobre : traité Hay-Herbert. Résolution de la Dispute de la frontière de l'Alaska au profit des États-Unis.

- 24 octobre : constitution du Grand Trunk Pacific Railway (construit entre 1906 et 1914).

- 31 octobre : ouverture à Paris, dans les caves du Petit Palais, à l'initiative de l'architecte belge Frantz Jourdain (1847-1935), grand amateur d'art et président du syndicat de la critique d'art, du 1er salon d'automne : Bonnard, Matisse, Picabia, Gauguin…

## Naissances
- 4 octobre : Bona Arsenault, journaliste et historien.
- 11 octobre : Kazimierz Kordylewski, astronome polonais (+ 11 mars 1981).
- 15 octobre : Otto Bettmann, fondateur de la Bettmann Archive, célèbre collections de photographies historiques du XXe siècle († 3 mai 1998).
- 22 octobre : Julien Delbecque, coureur cycliste belge (+ 22 octobre 1977).
- 29 octobre : Arturo Tabera Araoz, cardinal espagnol de la curie romaine († 13 juin 1975).